# Јукајпа (Калифорнија)
Јукајпа (енгл. Yucaipa) град је у америчкој савезној држави Калифорнија. По попису становништва из 2010. у њему је живело 51.367 становника.

## Демографија
Према попису становништва из 2010. у граду је живело 51.367 становника, што је 10.160 (24,7%) становника више него 2000. године.
| Група             | 2000.          | 2010.          |
| Белци             | 31.626 (76,7%) | 33.866 (65,9%) |
| Афроамериканци    | 369 (0,9%)     | 837 (1,6%)     |
| Азијати           | 486 (1,2%)     | 1.431 (2,8%)   |
| Хиспаноамериканци | 7.561 (18,3%)  | 13.943 (27,1%) |
| Укупно            | 41.207         | 51.367         |